# Rajd Costa Brava 1984
Rajd Costa Brava 1984 (32. Rally Costa Brava) – 32 edycja rajdu samochodowego Rajd Costa Brava rozgrywanego w Hiszpnii. Rozgrywany był od 17 do 19 lutego 1984 roku. Była to piąta runda Rajdowych Mistrzostw Europy w roku 1984 (rajd miał najwyższy współczynnik - 4) oraz pierwsza runda Rajdowych Mistrzostw Hiszpanii.

## Klasyfikacja rajdu
| Miejsce                      | Kierowca                     | Pilot                        | Samochód                     | Czas                         | Strata                       |                              |
| Klasyfikacja generalna i ERC | Klasyfikacja generalna i ERC | Klasyfikacja generalna i ERC | Klasyfikacja generalna i ERC | Klasyfikacja generalna i ERC | Klasyfikacja generalna i ERC | Klasyfikacja generalna i ERC |
| ---------------------------- | ---------------------------- | ---------------------------- | ---------------------------- | ---------------------------- | ---------------------------- | ---------------------------- |
| 1.                           | Michele Cinotto              | Emilio Radaelli              | Audi Quattro A2              | 6:57:40                      | 0.0                          |                              |
| 2.                           | Salvador Servià              | Jordi Sabater                | Opel Manta 400               | 7:00:30                      | +2:50                        |                              |
| 3.                           | Josep Frigola                | Carles Bou                   | Renault 5 Turbo              | 7:23:21                      | +25:41                       |                              |
| 4.                           | Attila Ferjáncz              | János Tandari                | Renault 5 Turbo              | 7:23:42                      | +26:02                       |                              |
| 5.                           | Carles Santacreu             | Antonio Santacreu            | Opel Ascona B 2.0 SR         | 7:33:13                      | +35:33                       |                              |
| 6.                           | Octavi Candela               | Juan Antonio Villalba        | Volkswagen Golf GTi          | 7:47:58                      | +50:18                       |                              |
| 7.                           | Jean-Claude Probst           | Yves Bozet                   | Volkswagen Golf GTi          | 7:48:55                      | +51:15                       |                              |
| 8.                           | Jan De Boey                  | Luc Dierickx                 | Opel Ascona 400              | 7:56:56                      | +59:16                       |                              |
| 9.                           | Roland Hugot                 | Philippe Ozoux               | Opel Ascona                  | 8:02:37                      | +1:04:57                     |                              |
| 10.                          | Georges Giraud               | Henri Faoro                  | Audi 80 Quattro              | 8:02:50                      | +1:05:10                     |                              |